# Umeoka Jumi
Umeoka Jumi (梅岡 由美; Hepburn: Umeoka Yumi)(Japán, ? –) japán válogatott labdarúgó.

## Klub
A Prima Ham FC Kunoichi csapatában játszott.

## Nemzeti válogatott
1997-ben debütált a japán válogatottban. A japán válogatott tagjaként részt vett az 1997-es Ázsia-kupán. A japán válogatottban 4 mérkőzést játszott.

## Statisztika
| Japán válogatott | Japán válogatott | Japán válogatott |
| Időszak          | Mérk.            | gól              |
| ---------------- | ---------------- | ---------------- |
| 1997             | 3                | 0                |
| 1998             | 1                | 0                |
| Összesen         | 4                | 0                |

## Sikerei, díjai
Japán válogatott
- Ázsia-kupa:  Bronz; 1997